# Eupithecia marnoti
Eupithecia marnoti es una especie de polilla de la familia Geometridae, descrita por primera vez por Jaan Viidalepp habiendo sido descrita en 1988, con distribución en las montañas del de Uzbekistán. El holotipo de la especie fue descrita en la zona montañosa de Chimgan.
La envergadura de los machos es de 16,0-19,0 mm, y la de las hembras, de 19,0-21,0 mm. ES una polilla por lo demás girs.